# Meoneura longifurca
Meoneura longifurca är en tvåvingeart som beskrevs av Papp 1997. Meoneura longifurca ingår i släktet Meoneura och familjen kadaverflugor.
Artens utbredningsområde är Schweiz. Inga underarter finns listade i Catalogue of Life.